# كأس الاتحاد الأوروبي للسيدات 2008–09
كأس الاتحاد الأوروبي للسيدات 2008–09 (بالإنجليزية: 2008–09 UEFA Women's Cup)‏ هو الموسم الثامن من  كأس الاتحاد الأوروبي للسيدات. أقيم خلال الفترة 4 سبتمبر 2008 وحتى 22 مايو 2009، والذي يشرف على تنظيمه الاتحاد الأوروبي لكرة القدم، وكان عدد الأندية المشاركة فيه  43، وفاز فيه دويسبورغ للسيدات.

## نتائج الموسم
| المركز | فريق             | لعب | ف | ت | خ | له | عليه | ف.أ | نقاط | ملاحظة |
| ------ | ---------------- | --- | - | - | - | -- | ---- | --- | ---- | ------ |
|        | دويسبورغ للسيدات |     |   |   |   |    |      |     |      |        |